# Na szczycie (singel Grubsona)
Na szczycie – utwór polskiego rapera Grubsona umieszczony na jego pierwszym albumie studyjnym pt. O.R.S. (2009).
Grubson napisał utwór po śmierci dwójki swoich przyjaciół, Jony’ego i Gogo, którym zadedykował teledysk do piosenki. W wywiadzie dla Polskiego Radia wyjaśnił: Uświadomiłem sobie, jak wielu ludzi na świecie musi mierzyć się z takim cierpieniem. Chciałem dać nadzieję im, ale także sobie. „Na szczycie” mówi o życiu i śmierci, o bólu i nadziei, o tęsknocie i miłości. To wszystko dotyka nas bezpośrednio, więc utożsamiamy się z tym.
26 października 2009 premierę w serwisie YouTube miał teledysk do piosenki, który był kręcony m.in. w centrum Łodzi. 7 lipca 2019 wideoklip uzyskał 100 milionów wyświetleń w serwisie YouTube, jako pierwszy na polskiej scenie rapowej.